# Motoyama Hikoichi

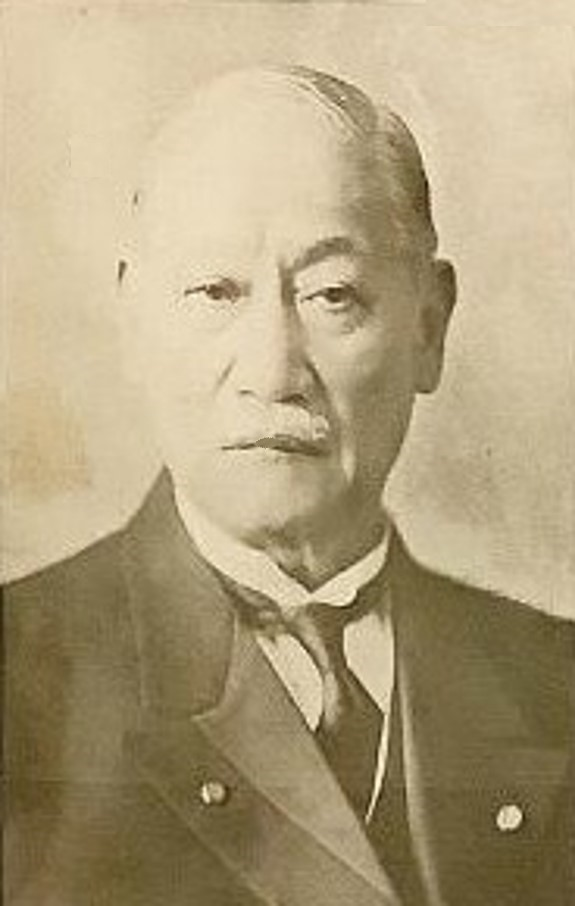
Motoyama Hikoichi

Motoyama Hikoichi (japanisch 本山 彦一, Go: Shōin (松陰); geboren 12. September 1853 in Kumamoto (Provinz Higo); gestorben 30. Dezember 1932 in Tokio) war ein japanischer Unternehmer und Politiker.

## Leben und Wirken
Motoyama Hikoichi war Sohn eines Hatamoto des Kumamoto-Klans. Er erfuhr seine erste Ausbildung an der Han-Schule „Jishūkan“ (時習館) in Kumamoto. Er ging dann nach Edo und setzte sein Studium fort an der von dem Rangaku-Gelehrten Mitsukuri Shūhei (箕作 秋坪; 1826–1886) geleiteten Schule „Sansha Gakusha“ (三叉学舎).
Nach der Meiji-Restauration trat Motoyama im November 1874 in das Steuerbehörde ein und wurde von dieser Zeit an von Fukuzawa Yukichi Fukuzawa gefördert. Danach diente er als Kommissar der Präfektur Hyōgo und wurde 1881 Rektor der „Pädagogischen Schule Kōbe“ (神戸師範学校, Kōbe shihan gakkō). 1882 ging er in den Ruhestand und schloss sich der Zeitung „Ōsaka Shimpō“ (大阪新報) an, wechselte aber im Januar 1883 zur Zeitung „Jiji Shimpō“ (時事新報).
1886 wurde Motoyama Manager von „Osaka Fujita-gumi“ (大阪藤田組), gründete die „Sanyō Railway Company“ (山陽鉄道会社, Sanyō tetsudō kaisha) und widmete sich dem Urbarmachungsprojekt der Kojima-Bucht (児島湾) vor der Stadt Okayama. Gleichzeitig wurde er auf Wunsch der Geschäftswelt von Osaka ab Juni 1889 Berater der Zeitung „Osaka Mainichi Shimbun“ (大阪毎日新聞) und beteiligte sich an deren Verwaltung. Im September 1898 wurde er Betriebsleiter und leitete direkt die Firmenangelegenheiten. Im November 1903 wurde er der fünfte Präsident der Zeitung, modernisierte das Zeitungsgeschäft und leitete die Mainichi Shimbun 29 Jahre lang bis zu seinem Tod. Zusammen mit der Asahi Shimbun war sie eine der beiden repräsentativen Zeitungen des Vorkriegsjapans.
Motoyamas Managementphilosophie basierte auf dem Grundsatz „Zeitung ist eine Ware“ (新聞商品主義, Shimbun shōhin-shugi), mit der Absicht, dass „die Autorität einer Zeitung aus ihrer Unabhängigkeit kommt“. 1911 gründete er die „Mainichi Shimbun Social Service Group“ (毎日新聞社会事業団, Mainichi shimbun shakai jigyōdan) und 1927 gründete er das „Fumin Kyōkai“ (富民協会) zur Förderung von Bauerndörfern und trug auch zu verschiedenen akademischen Förderprojekten bei. Aus Mitgefühl mit den Blinden brachte Motoyama 1922 die erste Ausgabe der „Brailleschrift Mainichi Shimbun“ heraus. Im Dezember 1930 wurde er in das Oberhause des Parlaments gewählt. Kurz vor seinem Tod förderte er den Japanologen Hans Ueberschaar in Leipzig. Er wurde mit dem Orden des Heiligen Schatzes 1. Klasse ausgezeichnet.